# Metelin (przystanek kolejowy)
Metelin – przystanek osobowy w Metelinie, w gminie Hrubieszów, w powiecie hrubieszowskim, w województwie lubelskim. Położony jest przy linii kolejowej z Zawady do Hrubieszowa Miasto. Został oddany do użytku w 1916 roku.